# Eain Yow Ng
Eain Yow Ng, né le 26 janvier 1998 à Kuala Lumpur, est un joueur de squash professionnel représentant la Malaisie. Il atteint en avril 2025, la 10e place mondiale, son meilleur classement. Il est champion du monde junior en 2016, 18 ans après son compatriote Ong Beng Hee.

## Biographie
Il bénéficie du programme CIMB Junior Squash Development Programme parrainé par la banque CIMB. Il remporte le tournoi British Junior Open, championnat du monde officieux, en catégorie Garçons moins de 13 ans, Garçons moins de 15 ans, Garçons moins de 17 ans avant de devenir en 2016  champion du monde junior. En septembre 2021, il rentre pour la première fois dans le top 20 et signe tout de suite une grosse performance en battant le no 9 mondial Mostafa Asal lors de l'Open d'Égypte,.

## Palmarès

### Titres
- Open d'Allemagne masculin de squash 2024
- Open de Malaisie : 2 titres (2019, 2024)
- Australian Open : 2017
- Championnats d'Asie : 2 titres (2021, 2023)
- Championnats de Malaisie : 2022
- Championnats du monde junior : 2016
- Championnats d'Asie par équipes : 2021

### Finales
- Squash on Fire Open 2025
- The Hong Kong Football Club Open 2023
- Open de Malaisie : 2017